# La tormenta de nieve
La tormenta de nieve (en ruso: Метель) es un relato del escritor ruso León Tolstói publicado en el N.º 3 de la revista El Contemporáneo en marzo de 1856. El incidente que sirvió de base para el relato ocurrió el 24 de enero de 1854,  cuando Tolstói se perdió toda la noche en una tormenta de nieve mientras regresaba del Cáucaso a su hogar en Yásnaia Poliana. Sin embargo, pasarían dos años hasta que, en enero de 1856, retomase la idea. El 12 de febrero, el relato fue finalizado.
Recibió críticas favorables por parte de Turguénev, Aksákov y Herzen.

### Citas
1. ↑  Burnasheva, 1979, pp. 415.
2. ↑  Mendelssohn, 1935, p. 324.
3. ↑  Burnasheva, 1979, pp. 415-416.

#### Libros
- Mendelssohn, N. M. (1935). «Comentarios. La tormenta de nieve».  En N. M. Mendelssohn; S. L. Tolstói, eds. Obras, 1852-1856 (Obras completas de León Tolstói en 90 volúmenes) (en ruso) 3. Moscú, Rusia: Biblioteca Estatal Rusa. pp. 324-326.

- Burnasheva, N. V., ed. (1979). «Comentarios. León Tolstoi. La tormenta de nieve.». Obras completas de León Tolstói en 22 volúmenes. (en ruso) 2. Moscú, Rusia: Biblioteca Estatal Rusa. pp. 415-416.